# Acontinae

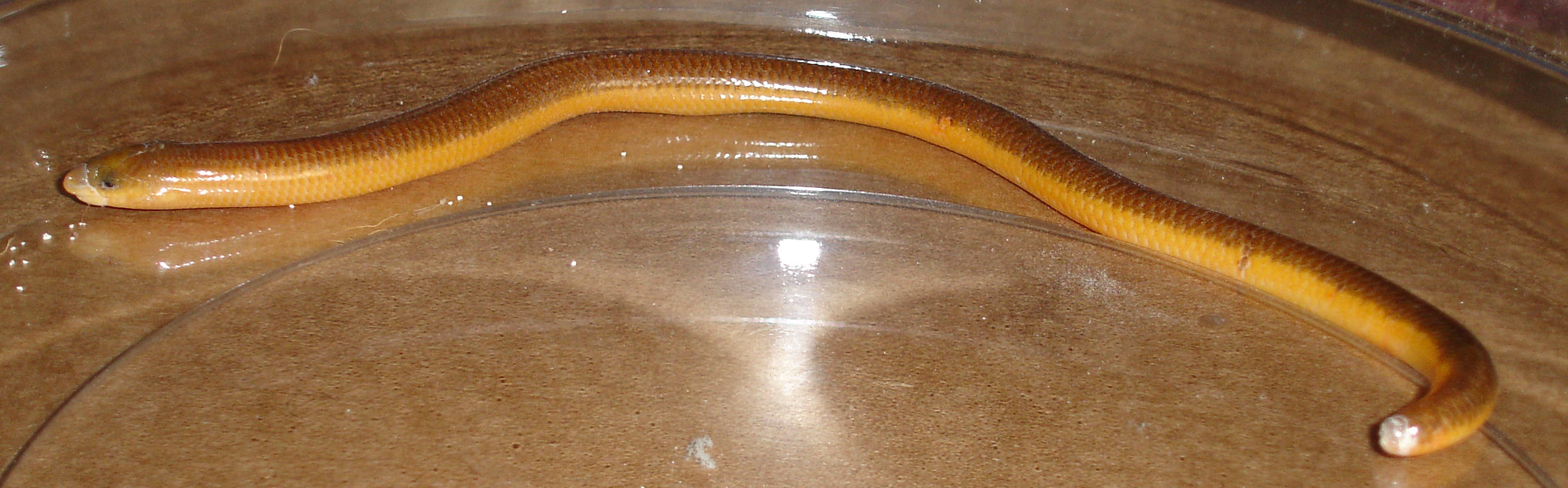
Acontias percivali

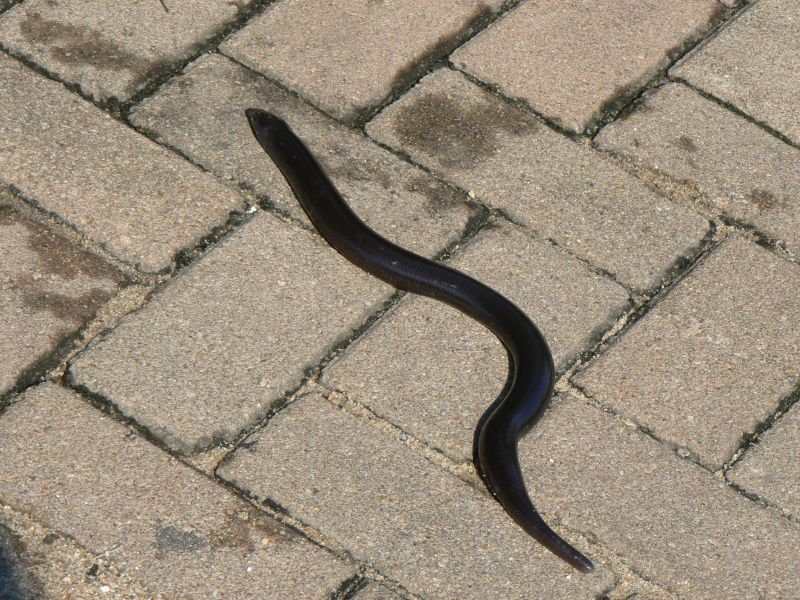
Acontias plumbeus

Die Acontinae sind eine im südlichen Afrika lebende Unterfamilie der Skinke (Scincidae). Alle 26 Arten der Unterfamilie sind beinlos und leben im Falllaub, unter verrottenden Baumstämmen oder grabend in lockeren, sandigen Böden. Sie ernähren sich von weichkörperigen wirbellosen Tieren wie Würmern; die größte Art, der 55 Zentimeter erreichende Acontias plumbeus, frisst auch kleine Wirbeltiere. Wahrscheinlich sind alle Arten der Acontinae vivipar (lebendgebärend). Die Echsen sind meist von schwarzer oder brauner Farbe, einige haben schwarzumrandete Schuppen. Acontias-Arten haben bewegliche Augenlider. Bei den in wüstenartigen Regionen lebenden Blindskinken (Typhlosaurus) sind die Augen mit Schuppen bedeckt und es ist zweifelhaft, ob noch ein Rest Sehfähigkeit vorhanden ist. Sie ernähren sich vor allem von Insektenlarven und Termiten. Sie haben dunkelbraune Streifen auf einer gelblichen oder hellbraunen Grundfarbe. Die Weibchen gebären ein oder zwei relativ große Jungtiere.

## Gattungen und Arten
- Acontias Cuvier, 1817
  - Acontias aurantiacus (Peters, 1854)
  - Acontias bicolor (Hewitt, 1929)
  - Acontias breviceps Essex, 1925
  - Acontias cregoi (Boulenger, 1903)
  - Acontias gariepensis (Fitzsimons, 1941)
  - Acontias gracilicauda Essex, 1925
  - Acontias jappi (Broadley, 1968)
  - Acontias kgalagadi (Lamb, Biswas & Bauer, 2010)
  - Acontias lineatus Peters, 1879
  - Acontias litoralis Broadley & Greer, 1969
  - Acontias meleagris (Linnaeus, 1758)
  - Acontias mukwando Marques, Parrinha, Tiutenko, Lopes-Lima, Bauer & Ceríaco, 2023
  - Acontias namaquensis Hewitt, 1938
  - Acontias occidentalis Fitzsimons, 1941
  - Acontias orientalis Hewitt, 1938
  - Acontias percivali Loveridge, 1935
  - Acontias plumbeus Bianconi, 1849
  - Acontias poecilus Bourquin & Lambiris, 1996
  - Acontias richardi (Jacobsen, 1987)
  - Acontias rieppeli (Lamb, Biswas & Bauer, 2010)
  - Acontias schmitzi Wagner, Broadley & Bauer, 2012
  - Acontias tristis Werner, 1911
- Afrikanische Blindskinke (Typhlosaurus Wiegmann, 1834)
  - Typhlosaurus braini Haacke, 1964
  - Typhlosaurus caecus (Cuvier, 1817)
  - Typhlosaurus lomiae Haacke, 1986
  - Typhlosaurus meyeri Boettger, 1894
  - Typhlosaurus vermis Boulenger, 1887